# Luchthaven Elista
Luchthaven Elista (Russisch: Еліста аеропорт) is een luchthaven in Kalmukkië, Rusland. Het ligt dicht bij de stad Elista. Het vliegveld heeft twee startbanen, een kleine en een stuk grotere. Het wordt beheerd door de regering. Het kent slechts één vaste luchtvaartmaatschappij.